# Chrysolampis mosquitus
Il colibrì rubino-topazio (Chrysolampis mosquitus (Linnaeus, 1758)) è un uccello appartenente alla famiglia Trochilidae, diffuso in America centrale e meridionale. È l'unica specie del genere Chrysolampis F. Boie, 1831.

## Descrizione
È un colibrì di media taglia (lunghezza: 8–9 cm, peso: 3,5-5 gr).
Il maschio ha un vistoso piumaggio iridescente di un colore che va dal verde scuro al marrone, con una corona che va dal rosso all'arancio e una vistosa macchia su gola e torace di colore variabile dal giallo al verde; reca sulla coda due lunghe penne nere che si incrociano verso la punta; becco e zampe sono neri.
La femmina, meno vistosa, ha la livrea verde-bronzo e la coda più breve.

## Biologia
Il becco allungato e lievemente ricurvo permette a questo colibrì di prelevare il nettare di diverse specie di fiori della foresta pluviale. Vive di preferenza negli strati medio e alto della foresta; talvolta difende come proprio territorio l'intera chioma di un albero in fiore.

## Distribuzione e habitat
Vive nelle Piccole Antille (Aruba, Bonaire, Sint Eustatius, Saba, Curaçao, Sint Maarten, Trinidad e Tobago) e nelle regioni tropicali del centroamerica e sudamerica (Colombia, Venezuela, Guiana, Suriname, Brasile, Bolivia e Paraguay).